# Porella compressa
Espèce
Porella compressa est une espèce de bryozoaires de la famille des Mucronellidae.

## Répartition
Cette espèce vit en Atlantique, où elle préfère croître à plus de 30 m de profondeur.